# Alfred Berg (bank)
Alfred Berg är en nordisk kapitalförvaltare med kontor i Stockholm och Oslo. Idag arbetar cirka 37 personer i Stockholm och cirka 49 personer i Oslo. Förvaltat kapital för reepektive kontor är cirka 37 miljarder SEK respektive cirka 70 miljarder NOK. Företaget grundades 1863, samma år som Stockholms Fondbörs bildades, av Carl Gustaf Hierzéel och var då en ledande nordisk investmentbank. År 1901 togs firman över av bankmannen Alfred Berg, som gav den dess nuvarande namn. Efter att under många år varit dominerad av familjen Kahm köptes firman 1985 av AB Volvo. 1995 såldes Alfred Berg till den nederländska banken ABN Amro, som sedan dess i allt väsentligt integrerat verksamheten med sin egen. Länge användes namnet Alfred Berg för ABN Amros aktieverksamhet i Norden, men från 16 juni 2006 samlas allt under dåvarande moderbolagets namn. Namnbytet sammanföll med målgången av Volvo Ocean Race, där båten ABN Amro One blev totalsegrare.
Företaget ingår i BNP Paribas Investment Partners, en global kapitalförvaltare med drygt 3 200 medarbetare i 38 länder och knappt 500 miljarder euro under förvaltning.

## Tidslinje
- 1863 – Alfred Berg etableras och får sitt namn efter börsmäklaren Alfred Berg som övertar verksamheten 1901.
- 1900-talet – Alfred Berg ägs av familjen Kahm under många år.
- 1985 – Företaget ingår i Volvo Group och expanderar under denna period sin verksamhet till Norge, Danmark och Finland. Kontor öppnas även i London, New York och Moskva.
- 1995 – Alfred Berg Asset Management (där Alfred Berg Kapitalförvaltning och Banco Fonder ingår) köps av ABN Amro. Verksamheten utvecklas på kort tid från att vara en mindre del av ett relativt litet familjeföretag, till att utgöra en stark nordisk bas för en framstående global kapitalförvaltare.
- 2000 – Kapitalförvaltningsbolagen inom Alfred Berg GIPS-certifieras, vilket reglerar hur man presenterar och redovisar avkastning.
- 2004 – Alfred Berg Kapitalförvaltning blir en helt integrerad del av ABN Amro Asset Management.
- 16 juni 2006 – Namnet Alfred Berg Kapitalförvaltning ersätts och företaget heter numera ABN Amro Kapitalförvaltning.
- Oktober 2007 – Ett konsortium, bestående av Royal Bank of Scotland, Fortis och Banco Santander förvärvar ABN Amro-koncernen.
- 1 april 2008 - ABN Amro Asset Management separeras från ABN Amro Bank och blir en enhet inom Fortis Investments.
- 19 maj 2008 – Fortis Investments tar tillbaka namnet Alfred Berg i Norden.
- 1 april 2010 - Fortis Investments och BNP Paribas Invesment Partners fusioneras.